# داسندورف
داسندورف (به آلمانی: Dassendorf) یک شهر در آلمان است که در هرتسوگتوم لاونبورگ واقع شده‌است. داسندورف ۳٬۰۷۹ نفر جمعیت دارد.